# Prescot Cables FC
Prescot Cables FC (celým názvem: Prescot Cables Football Club) je anglický fotbalový klub, který sídlí ve městě Prescot v metropolitním hrabství Merseyside. Založen byl v roce 1884. Od sezóny 2018/19 hraje v Northern Premier League Division One West (8. nejvyšší soutěž). Klubové barvy jsou oranžová a černá.
Své domácí zápasy odehrává na stadionu Volair Park s kapacitou 3 200 diváků.

## Historické názvy
Zdroj: 
- 1884 – Prescot Cables FC (Prescot Cables Football Club)
- 1964 – Prescot Town FC (Prescot Town Football Club)
- 1980 – Prescot Cables FC (Prescot Cables Football Club)
- 1990 – Prescot FC (Prescot Football Club)
- 1995 – Prescot Cables FC (Prescot Cables Football Club)

## Získané trofeje
- Liverpool Senior Cup ( 2× )
  - 2016/17, 2017/18

## Úspěchy v domácích pohárech
Zdroj: 
- FA Cup
  - 1. kolo: 1957/58, 1959/60
- FA Trophy
  - 2. kolo: 2004/05
- FA Vase
  - 5. kolo: 1975/76, 1977/78, 2002/03

## Umístění v jednotlivých sezonách
Stručný přehled
Zdroj: 
- 1927–1933: Lancashire Combination
- 1933–1936: Cheshire County League
- 1936–1947: Lancashire Combination
- 1947–1951: Lancashire Combination (Division One)
- 1951–1952: Lancashire Combination (Division Two)
- 1952–1954: Lancashire Combination (Division One)
- 1954–1955: Lancashire Combination (Division Two)
- 1955–1966: Lancashire Combination (Division One)
- 1966–1967: Lancashire Combination (Division Two)
- 1967–1968: Lancashire Combination (Division One)
- 1968–1975: Lancashire Combination
- 1975–1978: Mid-Cheshire League (Division One)
- 1978–1980: Cheshire County League (Division Two)
- 1980–1982: Cheshire County League (Division One)
- 1982–1986: North West Counties League (Division One)
- 1986–1987: North West Counties League (Division Two)
- 1987–2003: North West Counties League (Division One)
- 2003–2004: Northern Premier League (Division One)
- 2004–2009: Northern Premier League (Premier Division)
- 2009–2018: Northern Premier League (Division One North)
- 2018– : Northern Premier League (Division One West)

Jednotlivé ročníky
Zdroj: 
Legenda: Z - zápasy, V - výhry, R - remízy, P - porážky, VG - vstřelené góly, OG - obdržené góly, +/- - rozdíl skóre, B - body, červené podbarvení - sestup, zelené podbarvení - postup, fialové podbarvení - reorganizace, změna skupiny či soutěže
| Sezóny  | Liga                                         | Úroveň | Z  | V  | R  | P  | VG | OG | +/- | B  | Pozice |
| ------- | -------------------------------------------- | ------ | -- | -- | -- | -- | -- | -- | --- | -- | ------ |
| 2009/10 | Northern Premier League (Division One North) | 8      | 42 | 13 | 11 | 18 | 51 | 68 | -17 | 50 | 15.    |
| 2010/11 | Northern Premier League (Division One North) | 8      | 44 | 9  | 15 | 20 | 52 | 79 | -27 | 42 | 21.    |
| 2011/12 | Northern Premier League (Division One North) | 8      | 42 | 10 | 12 | 20 | 53 | 71 | -18 | 42 | 16.    |
| 2012/13 | Northern Premier League (Division One North) | 8      | 42 | 12 | 10 | 20 | 51 | 67 | -16 | 46 | 17.    |
| 2013/14 | Northern Premier League (Division One North) | 8      | 42 | 10 | 10 | 22 | 63 | 86 | -23 | 40 | 20.    |
| 2014/15 | Northern Premier League (Division One North) | 8      | 42 | 7  | 12 | 23 | 47 | 86 | -39 | 33 | 20.    |
| 2015/16 | Northern Premier League (Division One North) | 8      | 42 | 13 | 7  | 22 | 66 | 99 | -33 | 46 | 16.    |
| 2016/17 | Northern Premier League (Division One North) | 8      | 42 | 13 | 11 | 18 | 71 | 81 | -10 | 47 | 16.    |
| 2017/18 | Northern Premier League (Division One North) | 8      | 42 | 22 | 6  | 14 | 78 | 55 | +23 | 72 | 5.     |
| 2018/19 | Northern Premier League (Division One West)  | 8      | 38 |    |    |    |    |    |     |    |        |

Poznámky
- 2016/17: Klubu byly svazem odebrány tři body za porušení stanov soutěže.[4]